# Тайханшань
Тайханшань (кит. упр. 太行山, пиньинь Tàiháng Shān) — горный хребет в Китае, который находится на восточной окраине Лёссового плато в провинциях Хэнань, Шаньси и Хэбэй. Хребет простирается на 400 км с севера на юг и имеет среднюю высоту от 1500 до 2000 метров. Основной пик Сяо Утайшань (2882 метров), находится к западу от Пекина. Хребет сложен из осадочных пород, гнейсов и гранитов. Западные склоны пологие, а восточные — крутые. В горах Тайханшаня прорезан Туннель Голян.
В этом районе ведётся добыча каменного угля, асбеста и графита.